# Ayane (Dead or Alive)
Ayane (あやね?) è un personaggio immaginario delle serie di videogiochi Dead or Alive e Ninja Gaiden, creati da Team Ninja e Tecmo Koei.
Ayane appare per la prima volta come personaggio segreto nella versione di Dead or Alive per PlayStation del 1997, e ricompare da allora in tutti i seguiti e spin-off della serie, oltre a essere protagonista di Dead or Alive 3. Nei videogiochi è una kunoichi adolescente caratterizzata da una complessa relazione con la sorellastra Kasumi, uno dei personaggi principale di Dead or Alive. Ayane ricorre anche come personaggio di supporto nel reboot della serie Ninja Gaiden del 2004, giocabile in alcuni titoli, oltre che apparire nella serie Dynasty Warriors.
Ayane è un personaggio di ampia popolarità, essendo anche una delle mascotte della Tecmo Koei, ma è stata oggetto di controversie legate alla sua giovane età e alla sua sessualizzazione.

## Sviluppo

### Personalità
Nella storia della serie Dead or Alive, Ayane nacque in seguito allo stupro che Raidou perpetrò nei confronti di Ayame, già madre di Kasumi e moglie di Shiden, quest'ultimo leader del clan ninja Mugen Tenshin (霧幻天神流?, Mugen Tenshin-ryū). La bambina fu poi allevata da Genra, capo della setta Hajinmon (il lato oscuro del clan Mugen Tenshin), con il quale viveva in un'altra parte del villaggio. Durante la sua infanzia era in buoni rapporti con la sorellastra Kasumi e con il fratellastro Hayate. Con il passare degli anni iniziò a percepire la differenza di status sociale tra lei e Kasumi, che godeva di privilegi maggiori in quanto figlia del capoclan, e sviluppò un sentimento di invidia e gelosia nei suoi confronti. Nonostante questo antagonismo con la sorellastra, Ayane continuò ad ammirare Hayate, il quale ricambiava la gentilezza.
Rappresentata come una ragazza silenziosa e riservata, Ayane affinò le sue abilità per dimostrare agli altri di non essere solamente una figlia del male, cioè il risultato di un atto di violenza del malvagio Raidou. Dopo il tradimento di suo padre adottivo Genra, diventò suo compito trovarlo ed ucciderlo, come tempo prima cercò di fare con Raidou stesso. In Dead or Alive 4 diventò la ninja più forte e potente della setta Hajinmon e decise di aiutare Hayate a distruggere la DOATEC. Nel corso della serie, Ayane mantiene prevalentemente una rivalità mortale con Kasumi, rimanendo però fedele ad Hayate e provando ammirazione per Ryu Hayabusa, protagonista di Ninja Gaiden. Lo stile di combattimento di Ayane le ha regalato il soprannome di "tengu donna".
Il fondatore del Team Ninja Tomonobu Itagaki descrive il personaggio e la personalità di Ayane come più dura rispetto a Kasumi, rendendola una buona inclusione nell'universo più oscuro di Ninja Gaiden.

### Design
Secondo Hilary Goldstein di IGN, il personaggio "è famoso per i suoi capelli viola in stile anime e i suoi seni traballanti." I vestiti di Ayane includono uniformi ninja di colore viola o nero, anche se spesso ne indossa di altri tipi (tra cui una classica uniforme scolastica alla marinara e un costume ispirato al Carnevale di Venezia), spesso con motivi di farfalle, in seguito aggiunti anche alle sue armi. Tra i venti costumi disponibili nella compilation Dead or Alive Ultimate, uno era ispirato dal personaggio di Millennia di Kagero: Deception II. In Ninja Gaiden Sigma 2 uno dei costumi di Ayane è un omaggio a Sun Shang Xiang della serie Dynasty Warriors. In Dead or Alive Dimensions uno dei costumi fu invece criticato dai fan nel 2010, quando venne annunciata l'uscita del nuovo capitolo della serie per Nintendo 3DS.
Ayane è la più giovane della serie Dead or Alive e viene presentata nel primo capitolo come una ragazza sedicenne. Inizialmente risultava alta 165 cm, del peso di 47 kg e le sue misure erano 93/45/86 ma, da Dead or Alive 2 in poi, i dati vengono modificati in 157,5 cm di altezza e 93/45/84 per quanto riguarda le misure. Ayane ha comunque uno dei look più distintivi della serie con i caratteristici occhi rossi e capelli viola. I lineamenti del suo viso sono stati leggermente cambiati tra Ninja Gaiden 2 e Ninja Gaiden Sigma 2, con il risultato di un look più maturo e sexy, secondo la critica di GamePro, ma più squalido secondo la recensione di Kotaku.
In Dead or Alive 5, in cui Ayane ha ormai 18 anni, il suo viso e il suo aspetto estetico in generale sono resi più realistici in rapporto ai tratti più fumettistici dei videogiochi precedenti. Yōsuke Hayashi, leader di Team Ninja dal 2008, affermò in proposito: "Ayane e Hitomi mantengono sempre le loro caratteristiche distintive e con il nuovo look ne vengono accentuate bellezza, grazia e un forte carisma."

### Combattimento
Lo stile di combattimento di Ayane, lo stile Hajinmon (覇神門?), è molto diverso da quello di Kasumi, che utilizza lo stile Tenjinmon (天神門?), anche se entrambi fanno parte dello stile ninjutsu Mugen Tenshin. Secondo Kung Fu Cult Masters di Leon Hunt, i suoi "attacchi vorticosi sono difficili da immaginare in un film, ma sono ispirati ai movimenti rotanti delle coreografie di arti marziali".
Le sue armi caratteristiche sono dei kunai decorati con degli iris, il fiore preferito di sua madre (ayame in giapponese significa appunto "iris"). In Ninja Gaiden Sigma 2 ha come armi caratteristiche due kodachi, chiamate Kodachi di Fuma (風舞小太刀?, Fūma kodachi, lett. "Kodachi danzatrici del vento"). Nella serie Dead or Alive effettua anche degli attacchi magici molto potenti tipici dei ninja, chiamati ninpō, uno dei quali viene riproposto in Ninja Gaiden come Arte del Dio furioso della montagna (忍法覇神震山?, Ninpō hajin shinzan), e finora sembra essere uno degli incantesimi ninpō più potenti di entrambe le serie.

### Giocabilità
Nella guida ufficiale di Dead or Alive Ultimate di Prima Games, Eric Mylonas ha scritto che se si preferisce giocare con "personaggi veloci ed imprevedibili, non c'è nessuno migliore di Ayane". Lei è "divertente da giocare, può essere facilmente usata da qualsiasi giocatore, dal principiante al più esperto, grazie al suo stile di combattimento non ortodosso e alla sua velocità" oltre che alle due "devastanti prese e parate". Ayane non sarà il personaggio preferito per i giocatori che cercano "mosse esagerate e potenti", ma per un "tipo di giocatore più paziente, probabilmente non c'è miglior personaggio all'interno del gioco". Secondo Andrew Alfonso di GameSpy, gli attacchi caratteristici di Ayane in Dead or Alive Ultimate sono i suoi calci alti (migliori di quelli di Kasumi) e Ayane risulta "più efficace quando attacca con la schiena rivolta verso l'avversario, anche se non è in grado di bloccare attacchi in questa posizione". Lo stesso autore disse riguardo Dead or Alive 3 che Ayane è una combattente veloce e poco prevedibile, anche rispetto ai titoli precedenti, e dovrebbe essere giocata principalmente mantenendo la schiena rivolta all'avversario, essendo la posizione di combattimento migliore. La sua velocità e i suoi colpi imprevedibili la rendono una buona partner in coppia con personaggi più lenti nella modalità tag team, anche se i suoi partner principali sono gli altri ninja della serie, Hayate, Kasumi e Ryu.
Nella guida ufficiale di Dead or Alive 4 di Prima Games, Bryan Dawson ha scritto che mentre nei giochi precedenti Ayane era "uno dei personaggi più facile da usare e molto difficili da battere", in questo gioco il personaggio "richiede più destrezza per essere giocato, in quanto i suoi attacchi non sono forti come in passato" e il punteggio di giocabilità era di 7 su 10. Secondo Matthew Rorie di GameSpot, Ayane è "uno dei personaggi più ambigui" del gioco, "capace di devastante velocità e alcuni ingegnosi movimenti", anche se richiede "molta più pratica di quanto può sembrare in un primo momento". David McCutcheon di GameSpy ha scritto che "considerata il Ken/Ryu della serie Dead or Alive, Ayane può essere incredibilmente scontata ed eccezionalmente abile", e che "rotolare e vorticare funziona benissimo per alcuni tipi di strategie" perché si può "fare rimbalzare l'avversario infliggendogli molti danni". La lista di mosse di Ayane nelle versioni beta di Dead or Alive 5 era identica a quella di Dead or Alive 4, ma in seguito sono state aggiunte nuove mosse. In una descrizione ufficiale del personaggio Team Ninja ha dichiarato che "la sua maestria nel padroneggiare mosse sempre diverse fa sì che l'avversario non sappia mai cosa aspettarsi".
Nella serie Dead or Alive Xtreme, e in particolare nel beach volley, Ayane ha un'eccellente tecnica di salto, ma poca difesa, potenza e velocità, ed è quindi più utile come giocatore di supporto. In Ninja Gaiden Sigma 2, gli attacchi di Ayane con i kodachi (molti dei quali sono combo da Dead or Alive) e le mosse finali sono più veloci rispetto a quelli di Ryu, anche se il giocatore deve imparare ad evitare i colpi dei nemici in quanto le sue abilità di parata sono scarse. Nella guida ufficiale di Ninja Gaiden Sigma 2 di Prima Games, Bryan Dawson ha scritto che il breve raggio di azione e la mancanza di attacchi potenti di Ayane "la rendono la peggiore scelta tra i tre nuovi personaggi nella maggior parte delle missioni", e che "l'unica sua salvezza" sono i suoi ninpō e i suoi kunai esplosivi. In aggiunta, quando controllata dalla AI, non è molto efficace e "sembra che non sappia cosa fare in diverse situazioni". Mitch Dyer di IGN ha scritto che Ayane è "un'ottima aggiunta" a Ninja Gaiden 3: Razor's Edge, nel quale risulta "efficace quanto Ryu", con i suoi attacchi ravvicinati "veloci e crudeli" e i suoi kunai da lancio, aggiungendo anche che Ayane è "simile a Ryu in termini di combo e caratteristiche, inclusa l'abilità speciale che neutralizza tutti i nemici in un colpo solo.

## Apparizioni

### Videogiochi

#### Dead or Alive
Ayane viene introdotta come personaggio giocabile nel porting del 1998 per PlayStation di Dead or Alive, come personaggio segreto, anche se appariva già come avversario nella modalità pratica nella versione di Dead or Alive del 1997 per Sega Saturn, in cui però non aveva un nome. Ayane fu inclusa successivamente in Dead or Alive ++, seconda versione arcade.
In Dead or Alive (1996) Ayane non aveva nessun background o motivazione per partecipare al torneo, ma successivamente la sua presenza è stata spiegata come inseguimento di Kasumi. In Dead or Alive 2 (1999), Ayane prende parte al secondo torneo con la stessa motivazione, assassinare la sorellastra in quanto traditrice del clan.
In Dead or Alive 3 (2001), Genra, il capo della setta Hajinmon del Mugen Tenshin e padre adottivo di Ayane, viene rapito dalla DOATEC e trasformato nel superuomo Omega, attraverso l'omonimo progetto. La kunoichi si sente così in dovere di liberarlo da questa orribile condizione, e partecipa al terzo torneo con l'intenzione di ucciderlo. Dopo esserci riuscita diventa ufficialmente la vincitrice del terzo torneo, rispecchiando la visione di Itagaki che la vede protagonista di questo videogioco.
In Dead or Alive Ultimate (2004), compilation dei primi due titoli, è presente una sequenza iniziale (accompagnata da "Dream On" degli Aerosmith come colonna sonora) che illustra la storia dei ninja del Mugen Tenshin, in particolare le origini del rapporto conflittuale tra Ayane e Kasumi.
In Dead or Alive 4 (2005), Ayane segue gli ordini del nuovo capoclan, Hayate, nel distruggere la DOATEC per aver causato immense sofferenze alle persone a lui care. Ayane trova così un momento per riscattarsi e vendicarsi definitivamente per gli esperimenti che l'organizzazione ha condotto su Hayate e su Genra. Alla fine del gioco utilizza un attacco ninpō (che poi riappare nella serie Ninja Gaiden) per distruggere il quartier generale della DOATEC, la Tritorre.
In Dead or Alive Dimensions (2011) viene riproposta l'intera storia dal primo al quarto capitolo, con diverse modifiche e un nuovo canone narrativo. In particolare, è Ayane che svela a Kasumi la vera storia sul coma di Hayate, informazione che la porta ad abbandonare il villaggio per vendicare il fratello uccidendo Raidou, diventando a tutti gli effetti una traditrice. Genra, invece di essere stato rapito dalla DOATEC, tradisce il clan e si sottopone volontariamente al Progetto Omega, aprendo inoltre il varco spaziale tra il mondo degli umani e quello dei tengu, provocando così l'arrivo di Bankotsubo (in Dead or Alive 2 la venuta del tengu non era mai stata spiegata). Inoltre, Genra effettua un incantesimo di controllo su Ayane e la fa combattere a fianco di Kasumi Alpha contro Hayate e Ryu. Dopo un litigio con Hayate, Ayane dubita dei sentimenti del fratellastro verso di lei e tenta il suicidio, ma viene fermata dalla madre Ayame, che le ricorda inoltre che i legami di sangue sono più importanti del codice ninja, e le chiede di salvare la sorella Kasumi, al posto di cercare di ucciderla in quanto traditrice del Mugen Tenshin. Mentre la morte di Genra in Dead or Alive 3 avviene per mano di Ayane, in Dead or Alive Dimensions sono Ayane e Hayate a lanciare un ninpō combinato che lo uccide.
In Dead or Alive 5 (2012), ambientato due anni dopo il quarto capitolo, Ayane segue Kasumi sotto ordine di Hayate, solo per scoprire che si tratta in realtà di uno dei cloni della sorellastra. Ayane e Hayate apprendono da Helena Douglas che lo scienziato responsabile della clonazione di Kasumi, Victor Donovan, ha fondato una nuova organizzazione, la MIST, e intende vendere i cloni di Kasumi come armi biologiche e super soldati a diverse nazioni del mondo. Dopo essersi infiltrati in un laboratorio segreto della MIST, i due ninja scovano e sconfiggono un clone di Kasumi, Alpha-152, solo per essere interrotti da Rig, figlio di Donovan, che cattura Hayate. Ayane riesce a fuggire e chiedere aiuto a Ryu Hayabusa, che convoca la vera Kasumi, la quale riesce a distruggere il suo clone e liberare Hayate.

#### Dead or Alive Xtreme
La serie spin-off Dead or Alive Xtreme è composta da tre videogiochi di tipo sportivo, Dead or Alive Xtreme Beach Volleyball (2003), Dead or Alive Xtreme 2 (2006) e Dead or Alive Paradise (2010), ma sono dei what-if in cui è Zack ad aver vinto il torneo e ad aver acquistato un'isola tropicale in cui invita tutti personaggi femminili di Dead or Alive, fingendo che si svolga lì un altro torneo. Ayane partecipa alla vacanza con le altre ragazze seguendo Kasumi sull'isola, ma nei giochi la rivalità tra le due è molto meno aspra.

#### Ninja Gaiden
In Ninja Gaiden (2004), un'Ayane quattordicenne (contro i 16 anni del primo Dead or Alive) compare in un ruolo di supporto come personaggio non giocabile, al servizio di Murai oltre che del ninja Ryu Hayabusa. Nella versione Ninja Gaiden Black (2005) Ayane appare nella modalità facile (Ninja Dog) in cui sgrida Ryu quando il giocatore lascia troppi oggetti non raccolti nel gioco. Ayane può essere uccisa dal giocatore quando Ryu la trova ferita nel negozio di Muramasa, ma una simile azione porta al game over.
In Ninja Gaiden Dragon Sword (2008) Ayane appare come un disegno nel diario di Denroku, uno dei bambini del villaggio di Hayabusa. Compare inoltre nel fumetto online, The Vampire War, prequel di Ninja Gaiden 2.
In Ninja Gaiden 2 (2008), Ayane appare in un filmato del gioco, in cui dà a Ryu l'Occhio del Drago per potenziare la sua spada. Nella versione Ninja Gaiden Sigma 2 (2009) diventa un personaggio giocabile in un capitolo della storia, in cui deve recuperare l'Occhio del Drago dalla strega Obaba del clan del Ragno Nero. Inoltre può essere usata, insieme a Momiji e Rachel nella modalità cooperativa.
In Ninja Gaiden 3 (2012), Ayane appare nuovamente in un solo filmato, in cui presta a Ryu la spada di Hayate. In Ninja Gaiden 3: Razor's Edge (2013), il suo ruolo viene espanso e diventa un personaggio giocabile con nuove missioni contro il clan del Ragno Nero, oltre che nella modalità cooperativa online. Una nuova modalità chiamata "Chapter Challenge" permette inoltre di rigiocare a tutti i capitoli della storia usando anche il personaggio di Ayane.
La kunoichi appare inoltre in Zen Pinball: Ninja Gaiden Sigma 2 (2009) un videogioco flipper per PlayStation Network, e in un gioco di carte per smartphone del 2013 distribuito solo in Giappone, Ninja Gaiden Clans.

#### Altri videogiochi
Ayane sarebbe dovuta apparire insieme a Kasumi in un secondo spin-off, Dead or Alive: Code Cronus, che avrebbe dovuto raccontare l'infanzia delle due ragazze ed esplorare "l'innocenza e la crudeltà dei bambini". Il genere del gioco non è mai stato rivelato, ma era noto che non si sarebbe trattato di un gioco picchiaduro, sportivo o d'azione come Ninja Gaiden. Dopo le dimissioni di Itagaki, il progetto però venne cancellato.
Ayane ha debuttato nella serie Dynasty Warriors nel 2009, dopo la fusione tra Tecmo e Koei, nel gioco Dynasty Warriors: Strikeforce, in cui le sue kodachi sono utilizzabili come arma opzionale. Ayane è apparsa anche nello spin-off del 2011 Warriors Orochi 3 nel suo costume di Ninja Gaiden Sigma 2. Dopo Dead or Alive 4, Ayane, inseguendo Alpha-152 mentre si teletrasportava in vari luoghi, si lasciò condurre nel mondo Orochi, in cui è ambientato il gioco. Ritorna nuovamente alla serie, insieme a Ryu Hayabusa, in Shin Sangokumusō VS del 2012, pubblicato solo in Giappone, come personaggio DLC gratuito. Il suo vestito più famoso è sbloccabile per il personaggio di Kooh in Super Swing Golf: Season 2 e per Laegrinna di Deception IV: Blood Ties.
Appare inoltre come personaggio sbloccabile in Project Zero: Maiden of Black Water, quinto capitolo della serie horror Project Zero, creata anch'essa da Tecmo. Può essere sbloccata solo dopo aver completato l'intero gioco e ha una missione personale in cui deve cercare una ragazzina scomparsa all'interno del tempio maledetto. Sempre nel 2015 appare come personaggio DLC in Senran Kagura: Estival Versus, della serie Senran Kagura, in seguito ad una collaborazione dello studio produttore Marvelous in Dead or Alive 5 Last Round.

### Altre apparizioni

#### DOA: Dead or Alive
Nel lungometraggio live-action DOA: Dead or Alive, Ayane è una ninja e capo delle guardie nel clan della principessa Kasumi. Quando quest'ultima fugge, diventando una traditrice, Ayane si impegna a seguirla per ucciderla. Ayane si scontra inizialmente con Kasumi quando lascia il tempio, e più volte sull'isola in cui si svolge il torneo. Prova dei sentimenti verso Hayate, con cui non ha legami di parentela (così come con Kasumi), e inizialmente lo crede morto. Ayane non riesce a uccidere Kasumi, ma dopo aver trovato Hayate lo aiuta a combattere la DOATEC. Durante la scena finale del film, lo salva da una possibile caduta mortale.
Nel film, Ayane è interpretata da Natassia Malthe, attrice metà norvegese e metà filippina, e molto più grande di Ayane. In questa versione Ayane utilizza una spada lunga giapponese. Tomonobu Itagaki ha confessato che avrebbe preferito che "due attrici giapponesi interpretassero Kasumi e Ayane" ma che il regista Corey Yuen "credeva fermamente nelle scelte del casting" (in particolare per il ruolo di Ayane Itagaki avrebbe scelto Aya Ueto).

#### Promozione
L'iconico vestito viola di Ayane è incluso nella versione director's cut di Project Zero II: Crimson Butterfly come costume alternativo di Mayu (mentre sua sorella gemella Mio può indossare un costume di Kasumi). Il pre-ordine giapponese di Dead or Alive 4 includeva una custodia del gioco con Ayane e Kasumi sulle due facciate e un poster del gioco. Nel 2011, parti del costume di Ayane in Ninja Gaiden Sigma 2 sono state rese disponibili come DLC in Dynasty Warriors Online, all'interno di una campagna promozionale per il primo anniversario del titolo. Il primo set di copie di Shin Sangokumusō VS, che poi non fu mai distribuito all'esterno del Giappone, avrebbe dovuto contenere dei codici per DLC che comprendevano due costumi di Ayane, una tenuta da judo e un costume da beach volley. Con il pre-ordine di Dead or Alive 5 Ultimate su Amazon venivano offerti dei DLC contenenti dei costumi per la kunoichi. Le prime copie della versione giapponese di Musō Orochi 2 Ultimate contengono dei codici per DLC per un nuovo costume di Ayane da scaricare in Dead or Alive 5 Ultimate, in cui appare bionda. In Deception IV: Blood Ties, è possibile sbloccare il suo iconico costume viola e farlo indossare alla protagonista.
Una versione demo di Dead or Alive 5 comprendente Ayane e Hayate come soli personaggi giocabili è stata aggiunta come DLC nel pre-ordine di Ninja Gaiden 3 per PlayStation 3, oltre che nelle edizioni da collezione di PlayStation 3 e Xbox 360. Una versione demo di Ninja Gaiden 3: Razor's Edge, presente al New York Comic Con del 2012, vedeva Ayane alle prese con un'orda infinita di mostri in una stanza, mentre un'altra demo, sempre con la kunoichi, è stata mostrata ad un evento promozionale Tecmo Koei a Tokyo.
È inoltre uno dei quattro personaggi giocabili nel free-to-play Dead or Alive 5 Ultimate: Core Fighters.

#### Merchandising
Ayane è un soggetto ricorrente nel merchandising della serie Dead or Alive e Ninja Gaiden, soprattutto in forma di action figure create dalla Shunya Yamashita, dalla Kotobukiya, dalla Volks, da Mr Big, da SEGA, e altri. Si ricordano in particolare l'action figure inclusa nell'edizione limitata giapponese di Ninja Gaiden, o quella con vestiti rimovibili per scoprire il costume da bagno prodotta della Volks.
Tra gli oggetti che raffigurano la kunoichi ci sono anche una tazza da caffè della Banpresto, della Volks, poster, tappetini per il mouse in rilievo e asciugamani, joystick della Hori decorati con immagini di Ayane e Kasumi, carte di credito, un orologio parlante con action figure di Ayane o Kasumi. Un altro tappetino per il mouse in rilievo di Ayane è stato distribuito come merchandise di Dead or Alive 5, insieme ad una federa per cuscino a grandezza naturale.

## Accoglienza

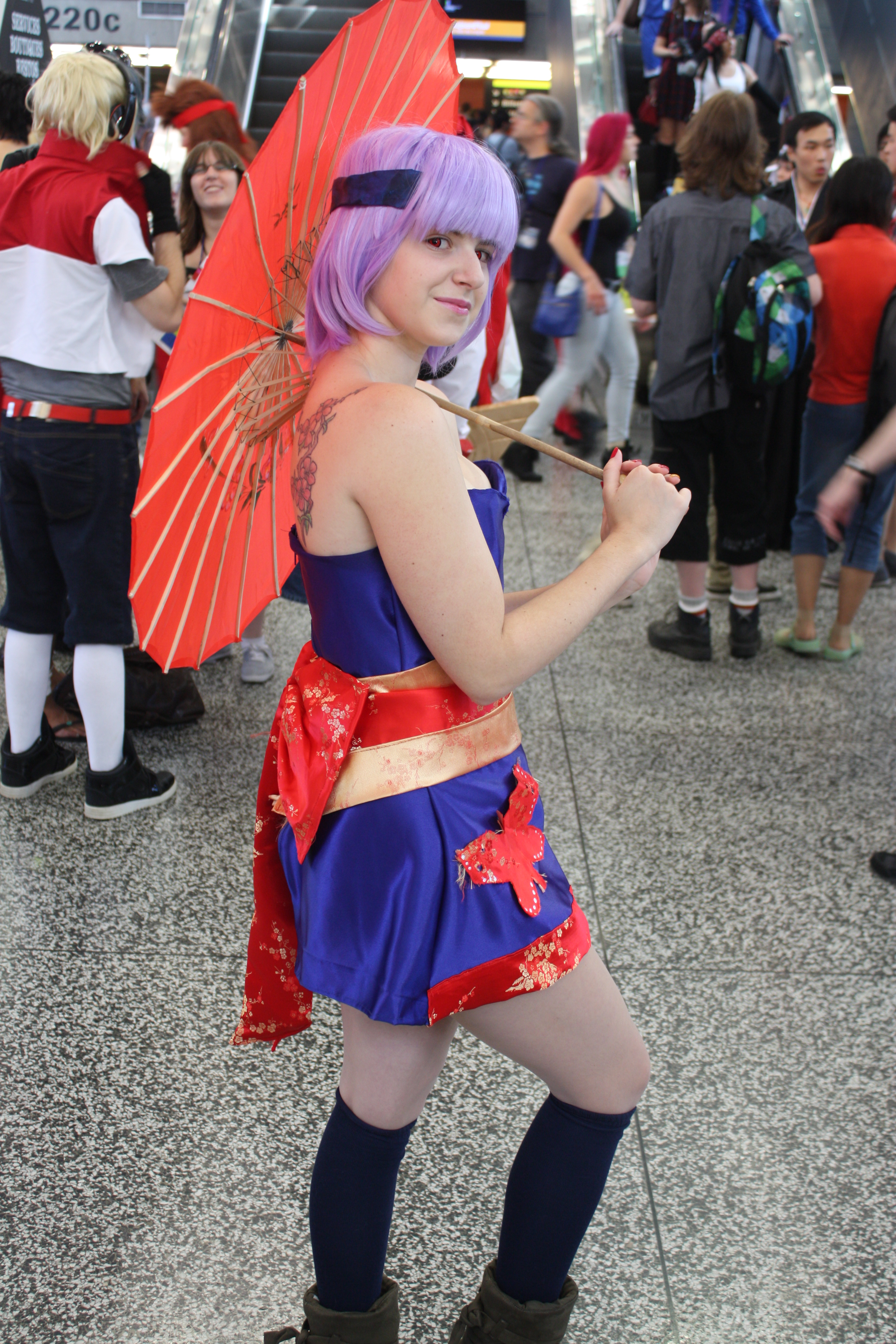
Cosplay di Ayane, Otakuthon 2014

Fin dal suo debutto Ayane, insieme alla sorellastra Kasumi, è diventata uno dei volti simbolo della serie. Ayane è stata descritta come uno dei personaggi preferiti dai fan, secondo la rivista GMR nel 2003, e definita "la ninja dai capelli viola preferita da tutti" da GameAxis nel 2006. È stata inclusa nella serie animata amatoriale Dead Fantasy sin dall'inizio ed è anche un personaggio popolare tra i cosplayer. Nel 2012, Angelo M. D'Argenio di Cheat Code Central ha incluso Ayane nella top ten dei personaggi segreti nei giochi di combattimento, aggiungendo che "è uno dei volti di entrambe le serie [Dead or Alive e Ninja Gaiden], e sembra diventare ogni giorno più popolare".
Durante la premiazione di Dead or Alive Ultimate da parte di GameSpy, come miglior gioco dell'E3 2004, Raymon 'Psylancer' Padilla scrisse: "onestamente, ho sempre pensato che Ayane fosse una stronza che cercava rogne. Ho sempre parteggiato per Kasumi nella faida tra le due. Poi un giorno vidi il trailer di Dead or Alive Ultimate all'E3 2004 e iniziai a interessarmi a lei. Scoprendo qualcosa di più sulla sua storia, la sua educazione e le radici della faida con Kasumi ho cambiato idea". Nel 2005 James Mielke di 1UP.com l'ha descritta come il suo personaggio preferito di Dead or Alive. Ayane comparve nel 2006 all'interno della rubrica di IGN "Videogame babe of the day" e Chris Carle commentò: "Dopo l'imbarazzante fase goth delle superiori, non molte persone continuano ad avere ciocche viola, ma Ayane è diversa… è abbastanza attraente da poterlo fare". "Kayane", pseudonimo della giocatrice professionista Marie-Laure Norindr, deriva proprio dalla contrazione di "Kasumi" e "Ayane". Kayane ha dichiarato: "Ayane ha molto carisma ed è carina. Ha molta rabbia ma anche un cuore gentile. Credo abbia la storia e la personalità più interessante del gioco".
Ayane risulta in settima posizione in una classifica di personaggi immaginari ninja, stilata nel 2009 da Fandomania. Nel 2010, Mikel Reparaz di GamesRadar ha classificato l'apparizione di Ayane, Ryu e Momiji in Dynasty Warriors: Strikeforce come il quarantanovesimo cameo "più impressionante" della storia dei videogiochi. Nel 2012, Gelo Gonzales di FHM ha incluso Ayane in una lista di nove ninja sexy del mondo videoludico, commentando che "è come Kasumi, solo più lunatica... una vera teppista nel limite concesso dai ninja, e con un atteggiamento da togliti-di-mezzo-o-ti-spezzo-il-braccio-in-due-punti", comparandola a Ellen Adarna. Nel 2013, Jon Ledford di Sushi Arcade l'ha inclusa nella sua top ten di migliori ninja dei videogiochi in tutti i suoi vari ruoli, "sia quando gioca a beach volley, combatte contro sua sorella o aiuta Ryu Hayabusa a salvare il mondo".

### Controversie
Diverse sono state le critiche nei confronti dell'estetica del personaggio, arrivando anche a parlare di oggettificazione sessuale. Nel 2009, Joe Newman di GamesRadar classificò gli spot pubblicitari di Ninja Gaiden Sigma 2, che si focalizzano su Ayane come nuovo personaggio giocabile e in particolare sul suo "famoso seno prosperoso" al quarto posto di una lista di spot di videogiochi apertamente sessisti, aggiungendo: "Dio proibisca ogni momento in cui alcune parti del suo corpo siano coperte". Una di queste pubblicità in particolare è stata definita "la cosa migliore e peggiore mai creata" da Destructoid. Nel 2012 Yōsuke Hayashi, nuovo leader del Team Ninja, rispose alle critiche dicendo: "Attraverso la rappresentazione dei personaggi femminili del franchise Dead or Alive, abbiamo sempre voluto rendere le ragazze più attraenti possibile, e questo è qualcosa che non cambieremo". Hayashi aggiunse: "Noi siamo una casa di sviluppo giapponese, e creiamo i personaggi femminili in base al nostro buonsenso e stile creativo. Quando il nostro lavoro viene esportato al di fuori del Giappone, tende ad essere frainteso in alcuni casi, e alcune persone lo considerano sessista o offensivo ecc."
Come per il caso di Kasumi, l'età di Ayane non viene esplicitata nelle versioni occidentali dei giochi per evitare reazioni negative nel mostrare personaggi al di sotto dell'età del consenso. Secondo Itagaki, l'età di Ayane in Ninja Gaiden (14 anni), se dichiarata "creerebbe problemi con l'ESRB." Nonostante questa precauzione, è sorto il dubbio che Ayane possa essere un personaggio minorenne vittima di oggettizzazione sessuale nei giochi, in particolare in Ninja Gaiden Sigma 2, in cui il giocatore può controllare i seni della ragazza attraverso l'uso del controller Sixaxis. Jim Sterling di Destructoid si è chiesto perché una ragazza di quattordici anni (l'età di Ayane in Ninja Gaiden Sigma 2) abbia un seno così grande, e ha scherzato sul fatto di "preoccuparsi che ciò lo renda un pedofilo".
Nel 2011, la divisione europea della Nintendo ha deciso di non distribuire Dead or Alive Dimensions in Svezia (e di conseguenza Norvegia e Danimarca), perché le leggi locali sulla pedopornografia includono materiali disegnati, animali e virtuali che rappresentano minori di 18 anni (anche se l'età del consenso in Svezia è 15 anni). Ayane, secondo la storyline ufficiale, ha compiuto 18 anni in Dead or Alive 5.